# Storia delle Nazioni Unite
Un'organizzazione di Stati simile all'O.N.U. era stata operativa dal 1920 al 1946, con il nome di Società delle Nazioni.

## La Carta atlantica
Il 12 giugno 1941 si tenne a Londra un incontro tra i leader dei paesi coinvolti nelle mire espansionistiche della Germania nazista e i rappresentanti britannici e dei paesi del Commonwealth. Fu firmata la Dichiarazione interalleata nella quale i firmatari si impegnarono a "lavorare insieme, con gli altri popoli liberi, sia in tempo di guerra che di pace" questa dichiarazione può essere considerata la prima tappa verso la costituzione delle Nazioni Unite. 
Il 14 agosto 1941 il Presidente degli Stati Uniti Franklin Delano Roosevelt ed il Primo Ministro britannico Winston Churchill in un incontro tenuto sulla nave da guerra britannica HMS Prince of Wales nell'Oceano Atlantico al largo dell'isola di Terranova, firmarono la Carta Atlantica, nella quale stabilirono un insieme di principi di collaborazione internazionale per il mantenimento della pace e della sicurezza. 
La definizione Nazioni Unite venne usata per la prima volta da Winston Churchill citando una frase di Byron usata nel Pellegrinaggio del Cavaliere Aroldo che utilizzava il termine riferendolo agli alleati nella Battaglia di Waterloo.

## La dichiarazione del 1942

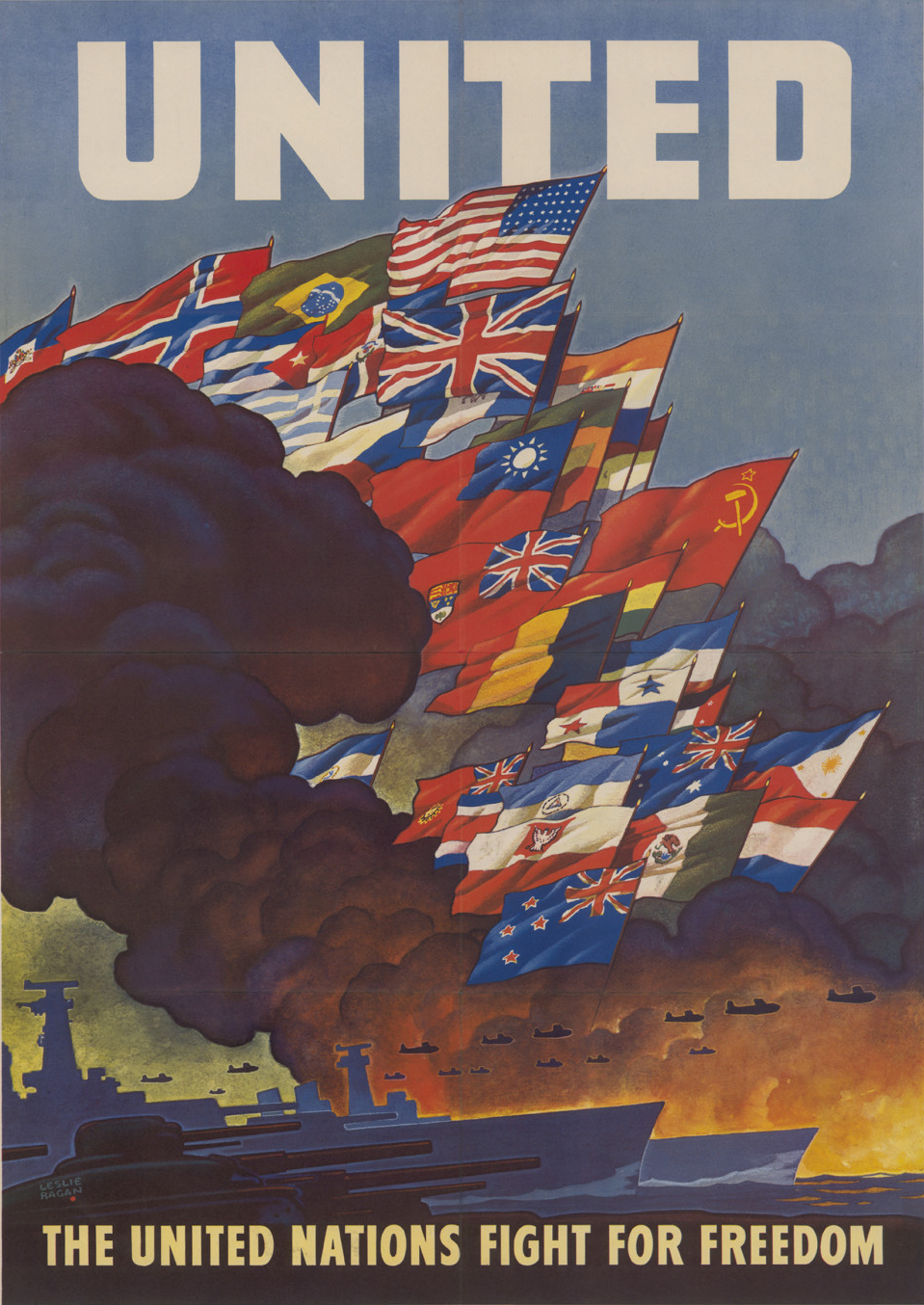
Manifesto per la fondazione delle Nazioni Unite

A Washington il 1º gennaio 1942 i rappresentanti di 26 nazioni in guerra proclamarono la loro adesione alla Dichiarazione delle Nazioni Unite; più tardi aderiranno  altri 21 paesi. In questa occasione si ebbe il primo utilizzo ufficiale del termine "Nazioni Unite" suggerito dal Presidente Roosevelt. Il 30 ottobre 1943 si tenne la Conferenza di Mosca alla quale parteciparono i rappresentanti di Regno Unito, Cina, Unione Sovietica e Stati Uniti che si concluse con la firma della Dichiarazione sulla sicurezza generale (Declaration of the Four Nations on General Security) nella quale si prevedeva la creazione di un'organizzazione internazionale per il mantenimento della pace e della sicurezza. Tale obiettivo viene riaffermato dai leader di Stati Uniti, Unione Sovietica e Regno Unito nella riunione di Teheran il 1º dicembre 1943. Dal 21 agosto al 7 ottobre 1944 vi fu una serie di riunioni a Dumbarton Oaks a Washington. Nel corso delle riunioni i rappresentanti di Unione Sovietica, Regno Unito, Stati Uniti e Cina. La conferenza fu divisa in due parti una prima durata fino al 28 settembre che vedeva coinvolti gli Stati Uniti, il Regno Unito e l'Unione Sovietica; la seconda parte, dal 29 settembre al 7 ottobre Vedeva coinvolta la Cina ma non l'Unione Sovietica. Questo in ragione del rifiuto sovietico di sedere allo stesso tavolo della Cina nazionalista, non riconosciuta dall'URSS. In tale sede le quattro potenze stilarono il primo progetto delle Nazioni Unite e si accordarono sugli scopi, la struttura e il funzionamento dell'organizzazione.

## La Carta del 1945

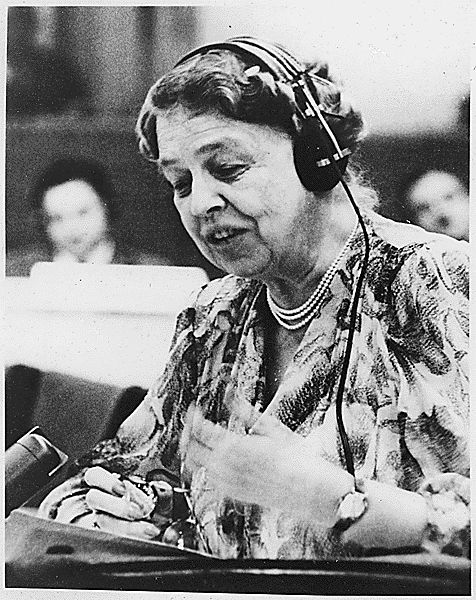
Eleanor Roosevelt, rappresentante USA all'ONU, interviene nel 1947

Uno degli accordi raggiunti durante la Conferenza di Jalta tenutasi dal 4 all'11 febbraio 1945, ribadì la volontà di istituire "un'organizzazione internazionale per la salvaguardia della pace e della sicurezza" e a questo scopo vennero stabilite le date della Conferenza di San Francisco (25 aprile 1945). I rappresentanti di 50 nazioni si riunirono per una conferenza dal titolo ufficiale "Conferenza delle Nazioni Unite sull'Organizzazione Internazionale" nella quale vennero elaborati i 111 articoli della Carta che fu adottata all'unanimità il 25 giugno 1945. Il giorno seguente essi la firmarono nell'auditorium della sala "Veterans' Memorial". La Polonia, che alla conferenza non era rappresentata firmò più tardi e quindi il numero dei paesi firmatari originari è 51.

## La fondazione
Le Nazioni Unite furono ufficialmente fondate il 24 ottobre 1945 a San Francisco dopo la ratifica dello Statuto da parte dei cinque membri permanenti del Consiglio di sicurezza delle Nazioni Unite: Cina-Taiwan, Francia, Unione Sovietica, Regno Unito e gli Stati Uniti e dalla maggioranza degli altri 46 firmatari, così sancendo l'effettiva nascita dell'ONU.. Per tale motivo la data del 24 ottobre è stata scelta come Giornata delle Nazioni Unite.
Per un breve periodo si pensò di continuare anche l'attività della Società delle Nazioni parallelamente a quella delle Nazioni Unite, ma alla fine la SDN fu sciolta il 19 aprile 1946.
Non venivano ammesse all'ONU le nazioni sconfitte nella seconda guerra mondiale tra cui Germania, Italia e Giappone. L'inglese Gladwyn Jebb fu il primo ad assumere le funzioni di segretario generale, ma il primo eletto dall'assemblea fu nel febbraio 1946 il norvegese Trygve Lie.
La prima assemblea generale, con la presenza di 51 Stati, si tenne il 10 gennaio 1946 a Londra e sette giorni dopo il primo Consiglio di sicurezza con gli Stati membri non permanenti eletti dall'Assemblea.

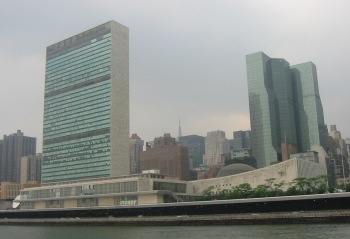
Sede delle Nazioni Unite a New York

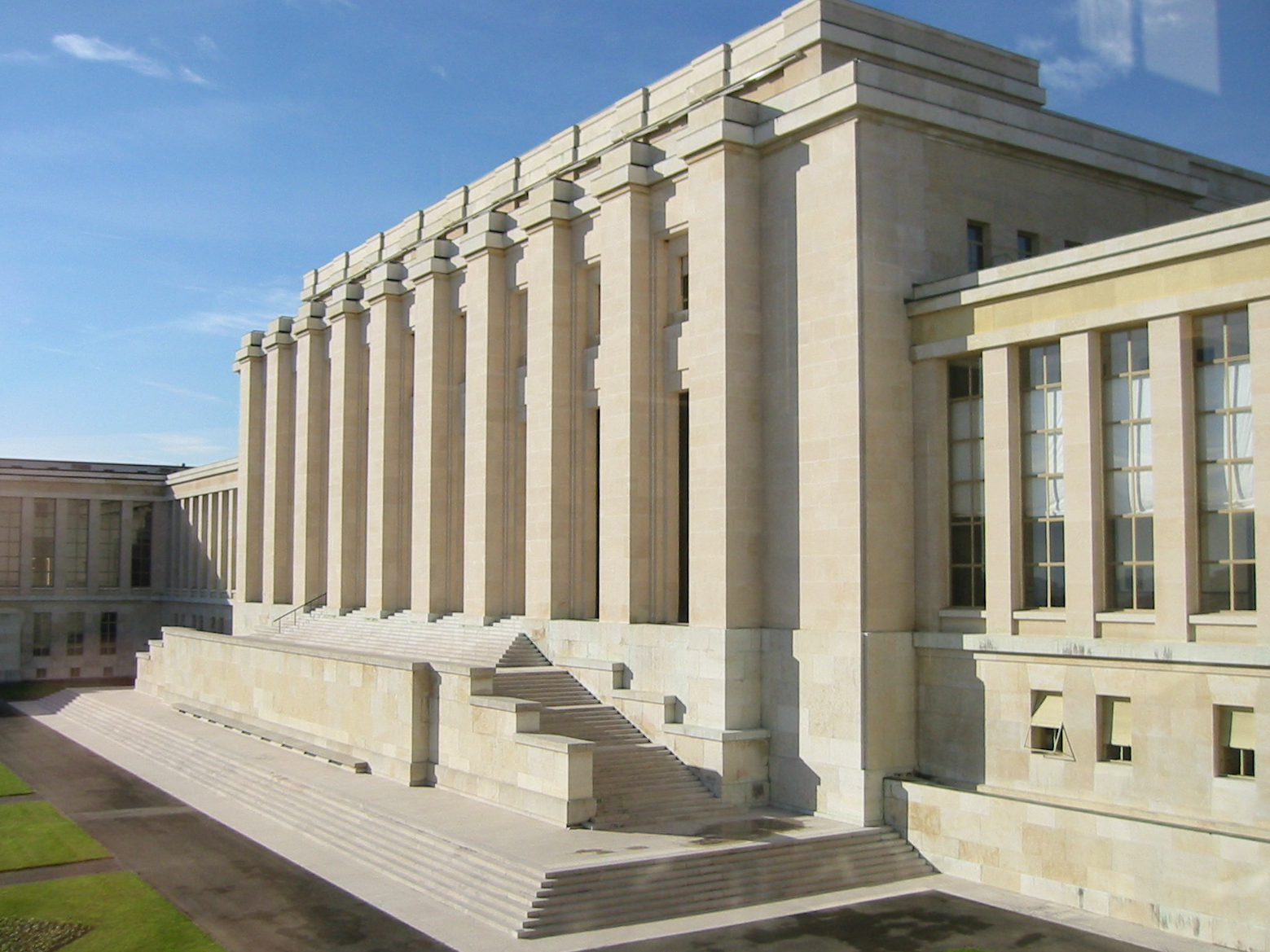
Sede delle Nazioni Unite a Ginevra

La sede del segretariato generale fu fissata nel 1946 a Ginevra in Svizzera.
Già nel dicembre 1945 Senato e la Camera dei Rappresentanti con voto unanime richiesero che la sede delle Nazioni Unite fosse negli Stati Uniti. La richiesta fu accettata e la sede fu costruita a New York sulle rive dell'East River e su un terreno acquistato tramite una donazione di 8,5 milioni di dollari da John D. Rockefeller, Jr.. La sede temporanea presso a Lake Success, un sobborgo orientale della città a Long Island, dal 1946 al 1952. La nuova sede fu inaugurata il 9 gennaio 1951. La terza e la sesta sessione dell'Assemblea Generale, nel 1948 e nel 1951, si svolsero nel Palais de Chaillot a Parigi.
La sede principale è ancora a New York, ma vi sono degli uffici a L'Aia, Vienna, Ginevra e in altre città.

## Nuovi ingressi
L'Italia venne finalmente ammessa alle Nazioni Unite il 14 dicembre 1955, il Giappone nel 1956 e le due Germanie nel 1973.
Il 25 ottobre 1971 l'Assemblea generale approvò la risoluzione 2758 che prevedeva la sostituzione della Repubblica di Cina con la Repubblica Popolare Cinese riconosciuta come unico rappresentante della Cina e membro permanente del Consiglio di Sicurezza. Vi sono stati ripetuti tentativi da parte di Taiwan di divenire membro delle Nazioni Unite ma non è mai stata accordata l'approvazione. (Per approfondimenti si veda l'articolo: Cina e Nazioni Unite).
Nel 2001 all'ONU è stato assegnato il Premio Nobel per la pace, che nel 1988 era già stato assegnato alle forze di peacekeeping dell'ONU.
Oggi aderiscono all'organizzazione 193 stati del mondo su un totale di 206.